# 弘蘇云
弘 蘇云（ホン・ソヨン、朝: 홍 서연、ラテン表記: Su-Yun Hong、1987年2月9日 - ）は、大韓民国の元女子プロボクサー。第3代WBO女子世界ミニフライ級王者、第4代WBO女子世界ライトフライ級王者。

## 来歴
2010年1月29日、安城の斗源工科大学安城キャンパスで金智淑と対戦し、4回3-0（2者が40-36、39-37）の判定勝ちを収めた。 
2011年4月29日、礼山郡で櫻田由樹と対戦し、プロ初のKO勝ちとなる3回1分53秒TKO勝ちを収めた。
2012年4月29日、礼山郡でファープラタン・ルークサイコンディンとWIBA世界ライトフライ級王座決定戦を行い、4回40秒TKO勝ちを収め王座獲得に成功した。
2012年6月28日、マカオでWBO女子世界ミニマム級王者ティラポン・パンミニッと対戦し、10回3-0（99-91、97-93、98-92）の判定勝ちを収め王座獲得に成功した。 
2013年4月27日、晋州でブアンガン・ワンソンチャイジムと対戦し、5回1分40秒TKO勝ちを収め初防衛に成功した。
2013年8月18日、ソウルで元WBA女子世界アトム級王者の安藤麻里と対戦し、10回2-1（94-96、99-91、98-92）の判定勝ちを収め2度目の防衛に成功した。
2014年2月9日、春川で山田真子と対戦し、プロ初黒星となる10回1-2（94-96、93-97、97-96）の判定負けを喫し3度目の防衛に失敗、王座から陥落した。
2014年8月30日、再起戦としてキム・ダンビと対戦するも引き分け。
2014年10月9日、旌善郡で馬麗とWIBA世界ライトフライ級王座決定戦を行い、10回3-0（97-93、99-93、100-92）の判定勝ちを収め世界王座返り咲きに成功した。
WIBA王座4度防衛後、2017年5月14日、島津アリーナ京都にて小澤瑶生とのWBO女子世界ライトフライ級王座決定戦に挑み、10回2-1判定勝ちを収め2階級制覇達成。

## 戦績
- 17戦15勝（7KO）1敗 1分

## 獲得タイトル
- 第6代・第7代WIBA世界ライトフライ級王座
- 第3代WBO女子世界ミニフライ級王座
- 第4代WBO女子世界ライトフライ級王座